# Lanouaille
Pour l’article ayant un titre homophone, voir La Nouaille.
Lanouaille est une commune française située dans le département de la Dordogne, en région Nouvelle-Aquitaine. De 1801 à 2015, la commune était le chef-lieu du canton de Lanouaille.

## Géographie

### Généralités
Dans le quart nord-est du département de la Dordogne, la commune de Lanouaille est bordée au nord-ouest par la Loue et traversée par son affluent, la Haute Loue.
À l'intersection des routes départementales (RD) 75, 81, 704 et 707, le bourg de Lanouaille se situe, en distances orthodromiques, neuf kilomètres au nord-est d'Excideuil et quinze kilomètres au nord de Hautefort.
Le territoire communal est également desservi par les RD 4 et 75E.

### Communes limitrophes
Lanouaille est limitrophe de huit autres communes dont Preyssac-d'Excideuil au sud par un quadripoint.
| Sarlande                 | Angoisse                      |                  |
| Dussac                   | Lanouaille                    | Savignac-Lédrier |
| Saint-Médard-d'Excideuil | Preyssac-d'Excideuil, Anlhiac | Génis            |

### Géologie et relief

#### Géologie
Situé sur la plaque nord du Bassin aquitain et bordé à son extrémité nord-est par une frange du Massif central, le département de la Dordogne présente une grande diversité géologique. Les terrains sont disposés en profondeur en strates régulières, témoins d'une sédimentation sur cette ancienne plate-forme marine. Le département peut ainsi être découpé sur le plan géologique en quatre gradins différenciés selon leur âge géologique. Lanouaille est dans le gradin extrême nord-est que constitue le dernier contrefort du Massif central, avec des roches cristallines formées à l’ère primaire, antérieurement au Carbonifère.
Les couches affleurantes sur le territoire communal sont constituées de formations superficielles du Quaternaire et de roches sédimentaires datant du Cénozoïque et du Paléozoïque, ainsi que de roches métamorphiques. La formation la plus ancienne, notée δψ, fait partie de l'Unité supérieure des gneiss (USG) et est composée d'éclogites et amphibolites dérivées, en petits corps ou bancs minces (Cambrien à Silurien). La formation la plus récente, notée Fy3-z, fait partie des formations superficielles de type alluvions subactuelles à actuelles. Le descriptif de ces couches est détaillé dans  les feuilles « no 736 - Saint-Yrieix-la-Perche » et « no 760 - Juillac » de la carte géologique au 1/50 000 de la France métropolitaine, et leurs notices associées,.

Carte géologique de Lanouaille.

#### Relief et paysages
Le département de la Dordogne se présente comme un vaste plateau incliné du nord-est (491 m, à la forêt de Vieillecour dans le Nontronnais, à Saint-Pierre-de-Frugie) au sud-ouest (2 m à Lamothe-Montravel). L'altitude du territoire communal varie quant à elle entre 198 m à l'extrême sud-ouest, là où la Haute Loue conflue avec la Loue qui quitte la commune et entre sur celle de Saint-Médard-d'Excideuil, et 342 m,.
Dans le cadre de la Convention européenne du paysage entrée en vigueur en France le 1er juillet 2006, renforcée par la loi du 8 août 2016 pour la reconquête de la biodiversité, de la nature et des paysages, un atlas des paysages de la Dordogne a été élaboré sous maîtrise d’ouvrage de l’État et publié en octobre 2020. Les paysages du département s'organisent en huit unités paysagères et 14 sous-unités. La commune est dans l'unité paysagère du « Périgord limousin » qui correspond à la région naturelle du Nontronnais. Ce territoire forme un plateau collinaire aux pentes douces et sommets arasés, d’altitude moyenne autour des 300 m dont le point culminant est également celui de la Dordogne. Ce plateau cristallin est vallonné et dominé par les prairies aux horizons boisés. Il est entaillé de vallées profondes aux versants forestiers,.
La superficie cadastrale de la commune publiée par l'Insee, qui sert de référence dans toutes les statistiques, est de 23,78 km2,,. La superficie géographique, issue de la BD Topo, composante du Référentiel à grande échelle produit par l'IGN, est quant à elle de 24,43 km2.

### Hydrographie

#### Réseau hydrographique
La commune est située dans le bassin de la Dordogne au sein du Bassin Adour-Garonne. Elle est drainée par la Loue et la Haute-Loue et par divers petits cours d'eau, qui constituent un réseau hydrographique de 34 km de longueur totale,.
La Loue, d'une longueur totale de 50,87 km, prend sa source dans la Haute-Vienne dans la commune de Saint-Yrieix-la-Perche et se jette dans l'Isle en rive gauche à Coulaures,. Elle borde la commune à l'ouest sur plus de sept kilomètres, face à Sarlande et Dussac.
La Haute Loue (ou Coulon dans sa partie amont), d'une longueur totale de 18,6 km, prend sa source dans la commune de Payzac et se jette dans la Loue en rive gauche, en limite de Lanouaille et Saint-Médard-d'Excideuil,. Elle traverse la commune du nord-est à l'ouest sur huit kilomètres, servant de limite sur deux kilomètres et demi face à Saint-Médard-d'Excideuil.

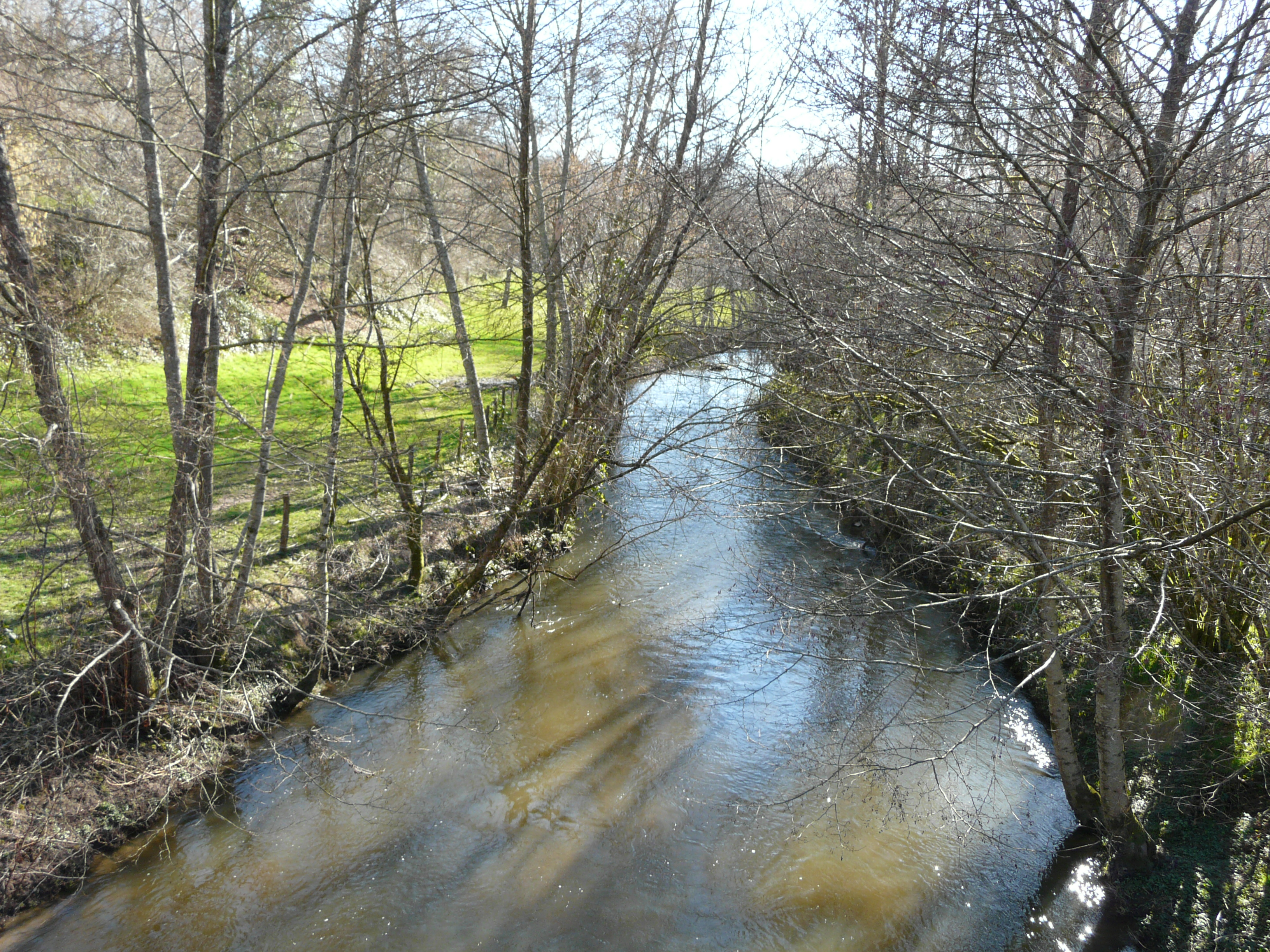
La Loue en limites de Lanouaille et Sarlande.
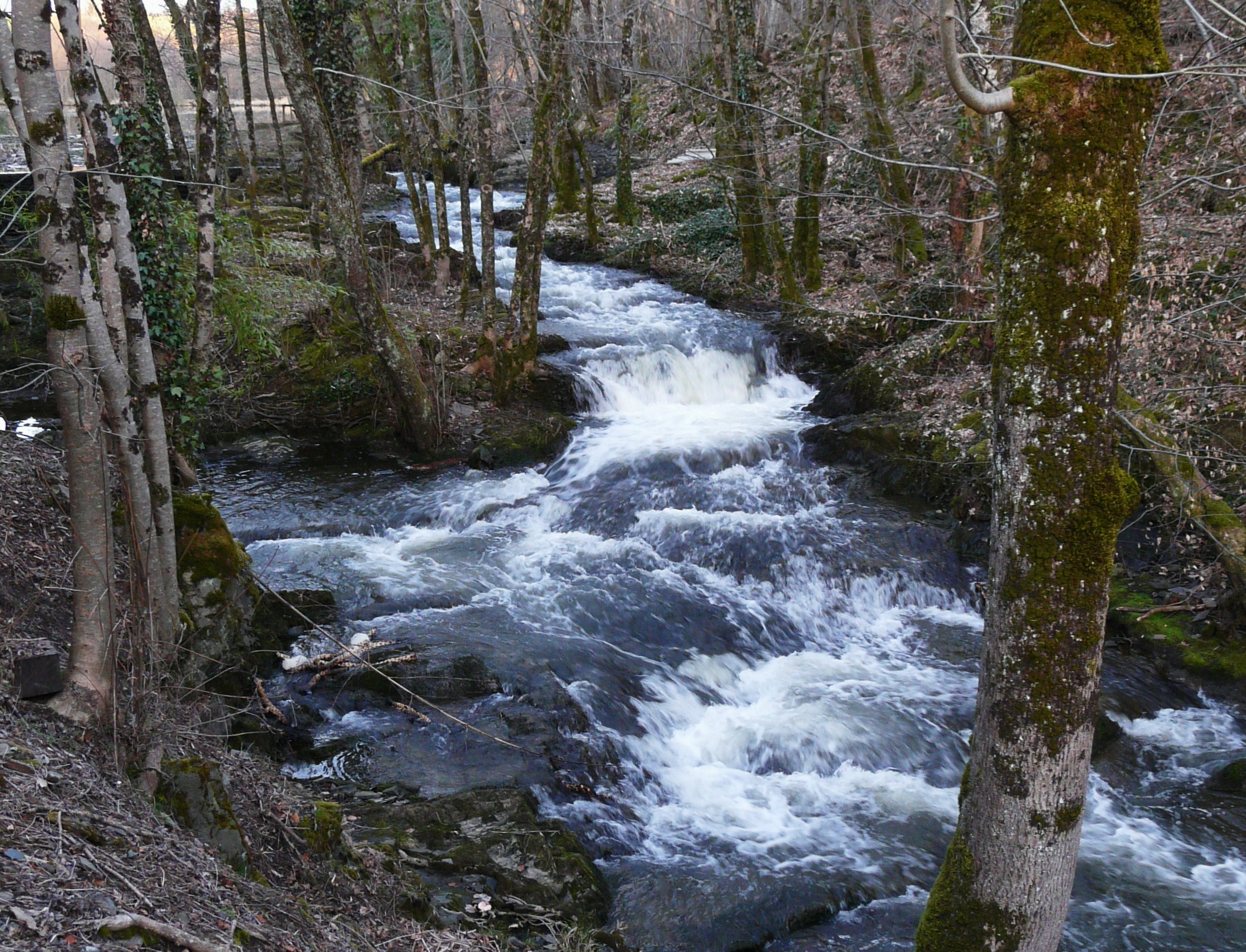
La Haute Loue à Miremont, en limite de Lanouaille et Savignac-Lédrier.
Réseaux hydrographique et routier de Lanouaille.

#### Gestion et qualité des eaux
Le territoire communal est couvert par le schéma d'aménagement et de gestion des eaux (SAGE) « Isle - Dronne ». Ce document de planification, dont le territoire regroupe les bassins versants de l'Isle et de la Dronne, d'une superficie de 7 500 km2, a été approuvé le 2 août 2021. La structure porteuse de l'élaboration et de la mise en œuvre est l'établissement public territorial de bassin de la Dordogne (EPIDOR). Il définit sur son territoire les objectifs généraux d’utilisation, de mise en valeur et de protection quantitative et qualitative des ressources en eau superficielle et souterraine, en respect des objectifs de qualité définis dans le troisième SDAGE  du Bassin Adour-Garonne qui couvre la période 2022-2027, approuvé le 10 mars 2022.
La qualité des eaux de baignade et des cours d’eau peut être consultée sur un site dédié géré par les agences de l’eau et l’Agence française pour la biodiversité.

### Climat
Pour des articles plus généraux, voir Climat de la Nouvelle-Aquitaine et Climat de la Dordogne.
Historiquement, la commune est exposée à un climat océanique aquitain.  
En 2020, Météo-France publie une typologie des climats de la France métropolitaine dans laquelle la commune est exposée à un climat océanique altéré et est dans la région climatique  Ouest et nord-ouest du Massif Central, caractérisée par une pluviométrie annuelle de 900 à 1 500 mm, maximale en automne et en hiver.
Pour la période 1971-2000, la température annuelle moyenne est de 11,7 °C, avec  une amplitude thermique annuelle de 15 °C. Le cumul annuel moyen de précipitations est de 1 036 mm, avec 13,1 jours de précipitations en janvier et 7,5 jours en juillet. Pour la période 1991-2020, la température moyenne annuelle observée sur la station météorologique la plus proche, située sur la commune de La Coquille à 21 km à vol d'oiseau, est de 12,1 °C et le cumul annuel moyen de précipitations est de 1 178,8 mm,. Pour l'avenir, les paramètres climatiques de la commune estimés pour 2050 selon différents scénarios d’émission de gaz à effet de serre sont consultables sur un site dédié publié par Météo-France en novembre 2022.

## Urbanisme

### Typologie
Au 1er janvier 2024, Lanouaille est catégorisée commune rurale à habitat dispersé, selon la nouvelle grille communale de densité à 7 niveaux définie par l'Insee en 2022.
Elle est située hors unité urbaine et hors attraction des villes,.

### Occupation des sols
L'occupation des sols de la commune, telle qu'elle ressort de la base de données européenne d’occupation biophysique des sols Corine Land Cover (CLC), est marquée par l'importance des territoires agricoles (68,6 % en 2018), une proportion sensiblement équivalente à celle de 1990 (68 %). La répartition détaillée en 2018 est la suivante : 
zones agricoles hétérogènes (38,1 %), forêts (26,6 %), prairies (20,1 %), terres arables (10,2 %), zones urbanisées (1,9 %), milieux à végétation arbustive et/ou herbacée (1,7 %), mines, décharges et chantiers (1,2 %), cultures permanentes (0,2 %). L'évolution de l’occupation des sols de la commune et de ses infrastructures peut être observée sur les différentes représentations cartographiques du territoire : la carte de Cassini (XVIIIe siècle), la carte d'état-major (1820-1866) et les cartes ou photos aériennes de l'IGN pour la période actuelle (1950 à aujourd'hui).

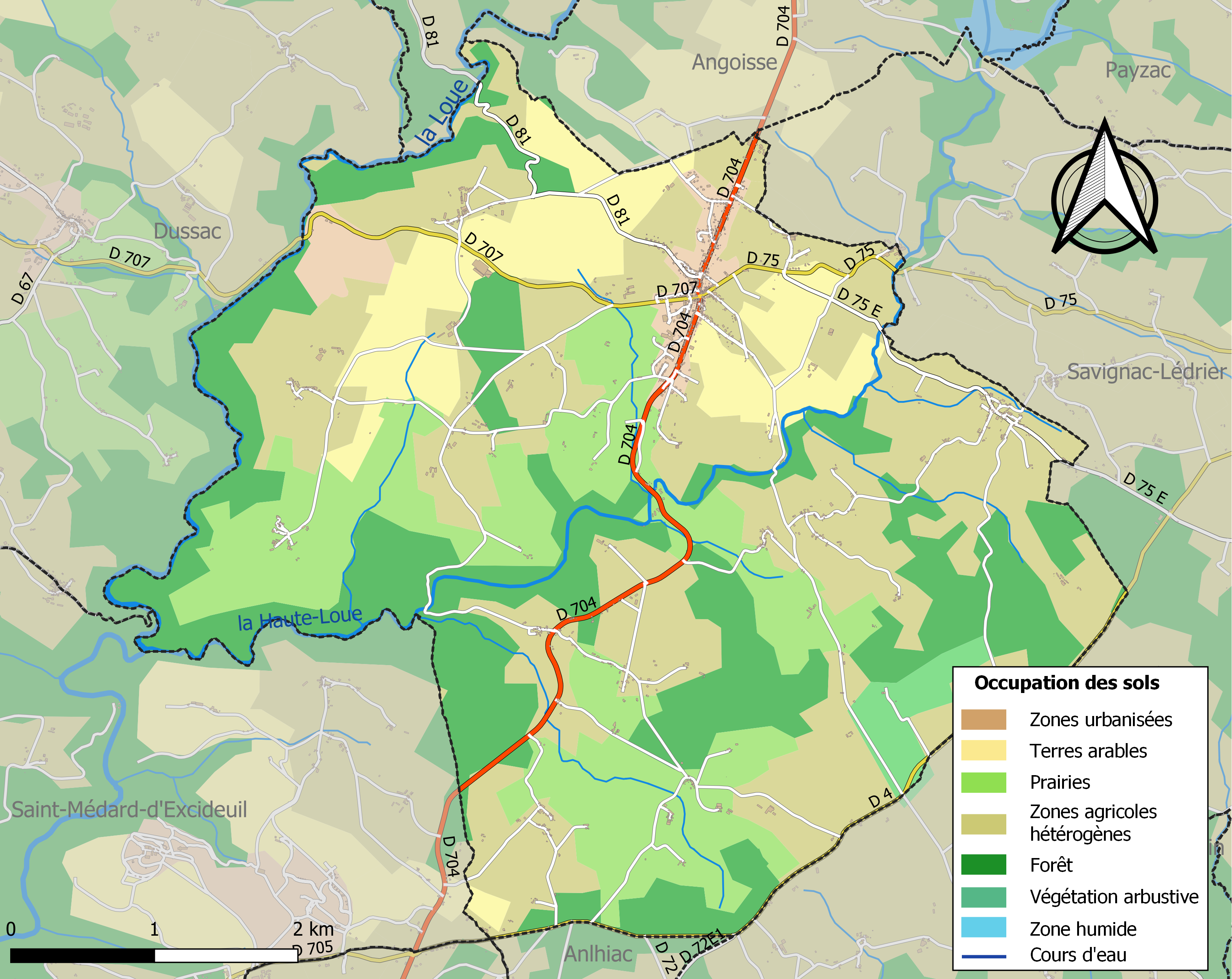
Carte des infrastructures et de l'occupation des sols de la commune en 2018 (CLC).

### Prévention des risques
Le territoire de la commune de Lanouaille est vulnérable à différents aléas naturels : météorologiques (tempête, orage, neige, grand froid, canicule ou sécheresse), feux de forêts et séisme (sismicité très faible). Il est également exposé à un risque particulier : le risque de radon. Un site publié par le BRGM permet d'évaluer simplement et rapidement les risques d'un bien localisé soit par son adresse soit par le numéro de sa parcelle.

#### Risques naturels
Lanouaille est exposée au risque de feu de forêt. L’arrêté préfectoral du 14 mars 2013 fixe les conditions de pratique des incinérations et de brûlage dans un objectif de réduire le risque de départs d’incendie. À ce titre, des périodes sont déterminées : interdiction totale du 15 février au 15 mai et du 15 juin au 15 octobre, utilisation réglementée du 16 mai au 14 juin et du 16 octobre au 14 février. En septembre 2020, un plan inter-départemental de protection des forêts contre les incendies (PidPFCI) a été adopté pour la période 2019-2029,.

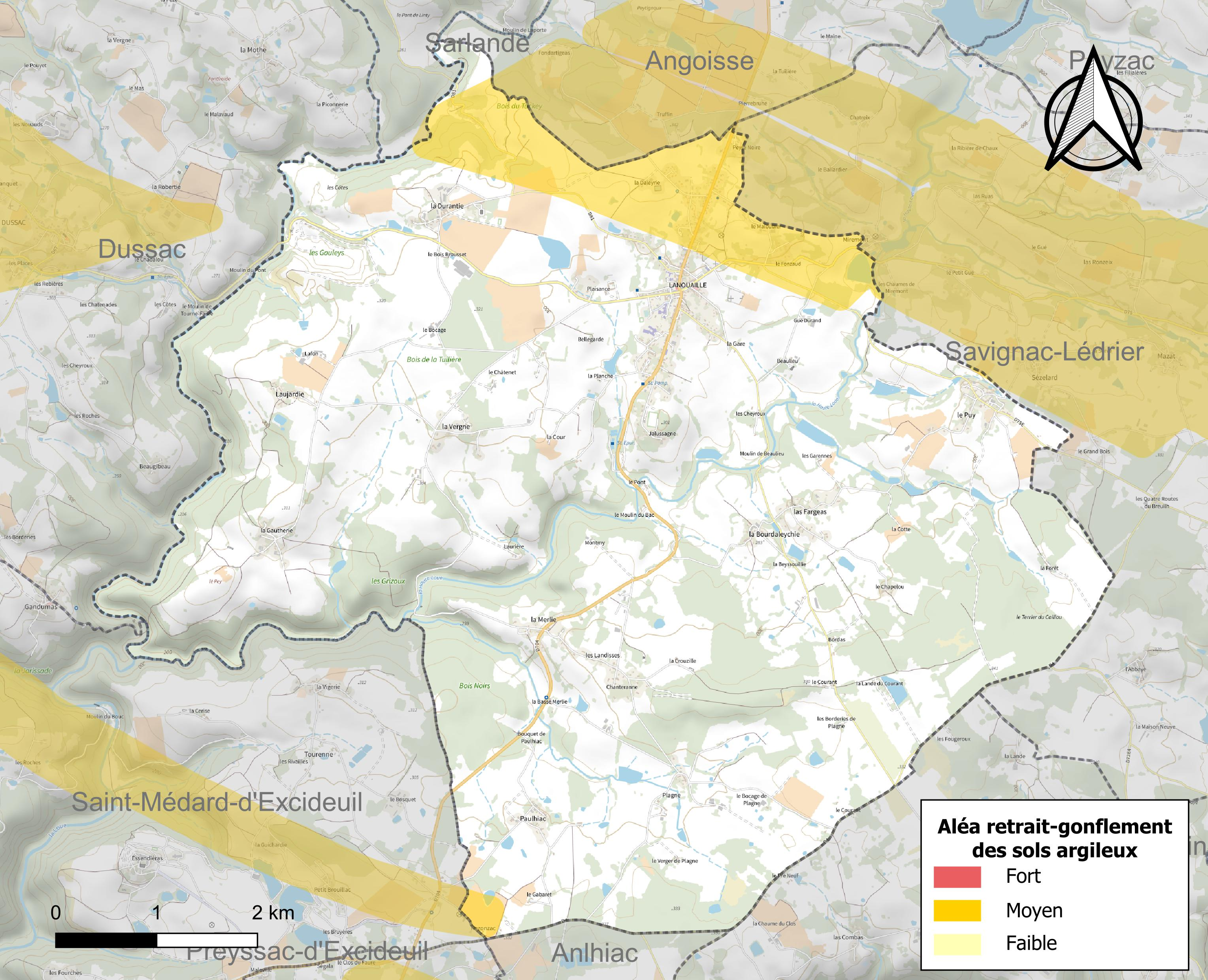
Carte des zones d'aléa retrait-gonflement des sols argileux de Lanouaille.

Le retrait-gonflement des sols argileux est susceptible d'engendrer des dommages importants aux bâtiments en cas d’alternance de périodes de sécheresse et de pluie. 7,1 % de la superficie communale est en aléa moyen ou fort (58,6 % au niveau départemental et 48,5 % au niveau national métropolitain). Depuis le 1er octobre 2020, en application de la loi ÉLAN, différentes contraintes s'imposent aux vendeurs, maîtres d'ouvrages ou constructeurs de biens situés dans une zone classée en aléa moyen ou fort,.
La commune a été reconnue en état de catastrophe naturelle au titre des dommages causés par les inondations et coulées de boue survenues en 1982, 1993, 1999, 2007 et 2008, par la sécheresse en 2011 et par des mouvements de terrain en 1999.

#### Risque particulier
Dans plusieurs parties du territoire national, le radon, accumulé dans certains logements ou autres locaux, peut constituer une source significative d’exposition de la population aux rayonnements ionisants. Selon la classification de 2018, la commune de Lanouaille est classée en zone 3, à savoir zone à potentiel radon significatif.

## Toponymie
La première mention écrite connue du lieu apparait au XVe siècle sous la forme latine Nobilia, probablement erronée car ensuite on trouve « La Noaille » au XVIe siècle, « La Nouailhe » en 1652 et « La Noilie » en 1742. Le nom pourrait dériver de l'occitan noalha signifiant « étang, marais »,. Cependant, son origine serait plus probablement issue du latin novalia correspondant à une « terre nouvellement défrichée »,. Cette hypothèse s'appuie sur les noms successifs du lieu entre XVIe et XVIIIe siècles et le fait qu'anciennement, une terre récemment défrichée s'appelait une « nouaille ».
En occitan, la commune porte le nom de La Noalha.

## Histoire
Lanouaille est une commune créée à partir des territoires de Savignac-Lédrier et de Dussac[réf. nécessaire]. Son développement est dû :  
- à son emplacement sur la grande route de Limoges à Sarlat par Saint-Yrieix et Montignac (D 704) ;
- à son statut de chef-lieu de canton obtenu aux dépens de Dussac[6].

En juin 1944, la commune subit la répression du 4e régiment SS « Der Führer », appartenant à la division Das Reich, en route vers la Normandie.

## Politique et administration

### Rattachements administratifs et électoraux
La commune de Lanouaille a, dès 1790, été rattachée au canton de Dussac qui dépendait du district d'Excideuil jusqu'en 1795, date de suppression des districts. Lorsque ce canton est supprimé par la loi du 8 pluviôse an IX (28 janvier 1801) portant sur la « réduction du nombre de justices de paix », la commune devient le chef-lieu du canton de Lanouaille nouvellement créé et dépendant de l'arrondissement de Nontron.
Dans le cadre de la réforme de 2014 définie par le décret du 21 février 2014, ce canton disparaît aux élections départementales de mars 2015. La commune est alors rattachée au canton d'Isle-Loue-Auvézère, dont le bureau centralisateur se trouve à Excideuil.

### Intercommunalité
Fin 2002, Lanouaille rejoint la communauté de communes Auvézère Loue qui, quelques mois plus tard, prend le nom de communauté de communes du Pays de Lanouaille. Celle-ci, agrandie en 2017, prend le nom de communauté de communes Isle-Loue-Auvézère en Périgord.

### Administration municipale
La population de la commune étant comprise entre 500 et 1 499 habitants au recensement de 2017, quinze conseillers municipaux ont été élus en 2020,.

### Liste des maires
| Période                                  | Période               | Identité                  | Étiquette      | Qualité                                                                   |
| ---------------------------------------- | --------------------- | ------------------------- | -------------- | ------------------------------------------------------------------------- |
| Les données manquantes sont à compléter. |                       |                           |                |                                                                           |
|                                          |                       |                           |                |                                                                           |
| 1935                                     | 1942                  | Georges Bouet             |                |                                                                           |
|                                          |                       |                           |                |                                                                           |
| 1947                                     | mars 1977             | Georges Bouet             |                |                                                                           |
| mars 1977                                | décembre 1982 (décès) | Jean Lataste              | DVD            | Médecin généraliste                                                       |
| 1983                                     | 1995                  | Jane Lataste              | DVD            | Médecin scolaire Conseillère générale (1985-1998) du canton de Lanouaille |
| juin 1995                                | juillet 2017,         | Jean-Pierre Cubertafon    | UDF puis MoDem | Retraité                                                                  |
| juillet 2017 (réélu en mai 2020)         | En cours              | Jean-Christophe Boulanger |                | Responsable de production                                                 |

### Politique environnementale
Dans son palmarès 2024, le Conseil national de villes et villages fleuris de France a attribué trois fleurs à la commune.

## Équipements et services publics

### Maison de services
Depuis juin 2016, une maison de services au public (MSAP) a été implantée dans le bourg, permettant d'aider les citoyens pour leurs démarches auprès de des impôts, de la justice, de la préfecture, de la Caisse d'allocations familiales, de la Caisse nationale de l'assurance maladie, de la Caisse nationale d'assurance vieillesse, de La Poste, de la Mutualité sociale agricole et de Pôle emploi.

### Enseignement
La commune est dotée de deux établissements scolaires publics : une école primaire et le collège Plaisance. En 2019, celui-ci a été le premier en France à proposer une section sportive de wakeboard, qui s'effectue sur le proche lac de Rouffiac (commune d'Angoisse).

### Eau
En 2024, la commune dépend du Syndicat intercommunal d'alimentation en eau potable (SIAEP) du Nord Est Périgord.

### Justice
Dans le domaine judiciaire, Lanouaille relève : 
- du tribunal judiciaire, du tribunal pour enfants, du conseil de prud'hommes et du tribunal de commerce de Périgueux ;
- du pôle Nationalité du tribunal judiciaire de Périgueux (compétent uniquement dans le domaine de la nationalité) ;
- de la cour d'appel, du tribunal administratif et de la  cour administrative d'appel de Bordeaux.

## Population et société

### Démographie
Les habitants de Lanouaille se nomment les Lanouaillais.
L'évolution du nombre d'habitants est connue à travers les recensements de la population effectués dans la commune depuis 1793. Pour les communes de moins de 10 000 habitants, une enquête de recensement portant sur toute la population est réalisée tous les cinq ans, les populations de référence des années intermédiaires étant quant à elles estimées par interpolation ou extrapolation. Pour la commune, le premier recensement exhaustif entrant dans le cadre du nouveau dispositif a été réalisé en 2005.

En 2022, la commune comptait 938 habitants, en évolution de −7,95 % par rapport à 2016 (Dordogne : +0,37 %, France hors Mayotte : +2,11 %).
| 1793  | 1800 | 1806 | 1821  | 1831  | 1836  | 1841  | 1846  | 1851  |
| ----- | ---- | ---- | ----- | ----- | ----- | ----- | ----- | ----- |
| 1 130 | 458  | 896  | 1 081 | 1 225 | 1 445 | 1 554 | 1 728 | 1 607 |

| 1856  | 1861  | 1866  | 1872  | 1876  | 1881  | 1886  | 1891  | 1896  |
| ----- | ----- | ----- | ----- | ----- | ----- | ----- | ----- | ----- |
| 1 633 | 1 665 | 1 574 | 1 546 | 1 643 | 1 719 | 1 761 | 1 776 | 1 791 |

| 1901  | 1906  | 1911  | 1921  | 1926  | 1931  | 1936  | 1946  | 1954  |
| ----- | ----- | ----- | ----- | ----- | ----- | ----- | ----- | ----- |
| 1 732 | 1 761 | 1 674 | 1 512 | 1 425 | 1 294 | 1 246 | 1 296 | 1 166 |

| 1962  | 1968  | 1975  | 1982  | 1990 | 1999 | 2005 | 2006 | 2010 |
| ----- | ----- | ----- | ----- | ---- | ---- | ---- | ---- | ---- |
| 1 085 | 1 025 | 1 026 | 1 006 | 976  | 966  | 988  | 984  | 990  |

| 2015  | 2020 | 2022 | - | - | - | - | - | - |
| ----- | ---- | ---- | - | - | - | - | - | - |
| 1 015 | 963  | 938  | - | - | - | - | - | - |

### Manifestations culturelles et festivités

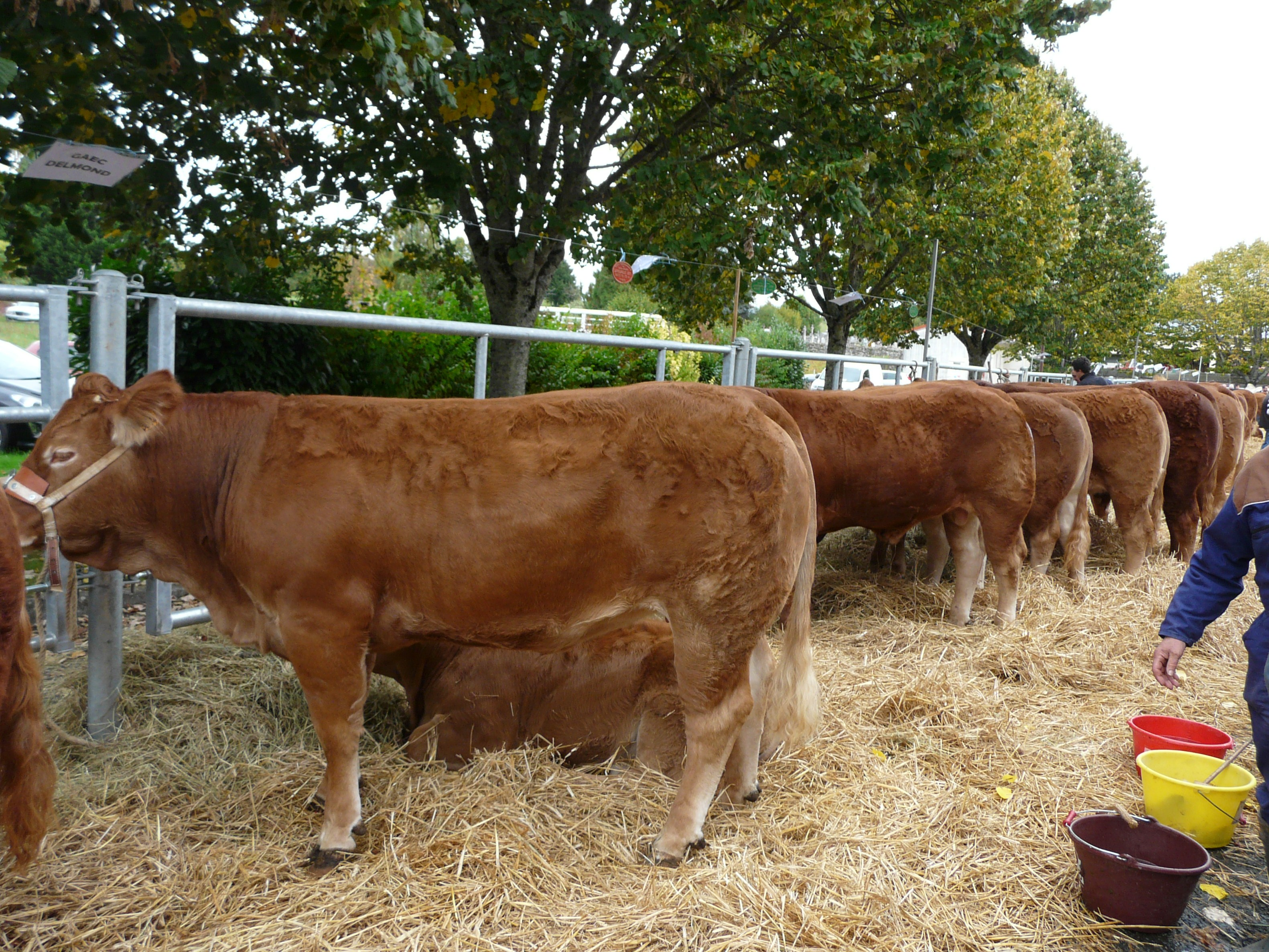
Bovins de race limousine lors du comice agricole de 2016.

- Corso fleuri pascal depuis 1980 (44e édition en 2025)[66].
- Chaque année, Salon du livre Périgord-Limousin. La 11e édition qui devait avoir lieu les 28 et 29 juin 2024[67] est annulée compte tenu qu'elle devait se dérouler dans la salle des fêtes, réservée le 30 juin pour les élections législatives[68].
- Fête patronale sur deux jours, un week-end de début août[69].
- Comice agricole chaque automne (199e édition en 2023)[70].
- Le 22 octobre 2000, une tarte aux pommes de 15,20 mètres de diamètre et 47,752 m de circonférence a été réalisée à Lanouaille[71].

### Sports
En football, le Lanouaille Football Club (LFC) a été champion de Dordogne en 1983 ; en 2013, il devient intercommunal et prend le nom de Entente Sportive du Périgord Vert (ESPV).

## Économie

### Emploi
En 2015, parmi la population communale comprise entre 15 et 64 ans, les actifs représentent 418 personnes, soit 41,2 % de la population municipale. Le nombre de chômeurs (quarante-sept) a légèrement diminué par rapport à 2010 (quarante-neuf) et le taux de chômage de cette population active s'établit à 11,2 %.

### Établissements
Au 31 décembre 2015, la commune compte 102 établissements, dont quarante-trois au niveau des commerces, transports ou services, vingt-et-un dans l'agriculture, la sylviculture ou la pêche, vingt relatifs au secteur administratif, à l'enseignement, à la santé ou à l'action sociale, quatorze dans la construction, et quatre dans l'industrie.

### Entreprises
Parmi les entreprises dont le siège social est en Dordogne, deux sociétés implantées à Lanouaille se classent parmi les cinquante premières de leur secteur d'activité quant au chiffre d'affaires hors taxes en 2015-2016 :
- dans le secteur du BTP, la société « Helcom » (construction de réseaux électriques et de télécommunications) se classe en 10e position avec 6 605 k€[76] ;
- dans l'agroalimentaire, la « Scierie de Miremont » (exploitation forestière) se classe en 39e position avec 1 979 k€[77].

## Culture locale et patrimoine

### Lieux et monuments
- Château de Beaulieu
- Château de la Durantie, demeure du XIXe siècle (1845) où se retira le maréchal Bugeaud
- Église Saint-Pierre-ès-Liens, de style néogothique
- Maison de la pomme d'or[78]

### Personnalités liées à la commune
- Frédéric-Marie Bergounioux (1900-1983), né à Lanouaille, prêtre catholique, paléontologue, géologue et théologien.
- Thomas Robert Bugeaud (1784-1849), marquis de La Piconnerie, duc d'Isly, maréchal de France, a fait construire à Lanouaille le château de la Durantie où il a vécu.
- Jean-Pierre Cubertafon (1948- ), homme politique, maire de Lanouaille de 1995 à 2017.
- Jean-Baptiste Darnet (1722-1781), né à Lanouaille, chirurgien militaire à l'origine de la découverte de gisements de kaolin, minerai qui a donné naissance à la porcelaine de Limoges.
- Henri Laville (1937-1995), préhistorien, est né à Lanouaille.
- Émile Vauthier (1823-1866), architecte, qu a construit l'église Saint-Pierre-ès-Liens de Lanouaille.

### Héraldique
| Blason de Lanouaille | Blason  | Parti, au 1er d'azur au chevron d'or accompagné en pointe d'une étoile de même, au chef de gueules chargé de trois étoiles d'or, au 2d, coupé au 1, d'or à une épée haute de sable, au 2 de sable au soc de charrue d'or. |
| Blason de Lanouaille | Détails | Le statut officiel du blason reste à déterminer. |

## Pour approfondir